# Coptops albonotata
Coptops albonotata là một loài bọ cánh cứng trong họ Cerambycidae.